# Trophée du retour de l’année en MLS
Le Trophée du retour de l’année en MLS (MLS Comeback Player of the Year Award) est une récompense individuelle décernée chaque année par la Major League Soccer, la première division nord-américaine de football, au joueur réalisant le meilleur retour dans la ligue au cours de la saison écoulée.

## Palmarès
| Saison | Joueur                  | Équipe                               | Équipe précédente                    | Origine         | n°2                | n°3                 | n°4                | n°5             |
| ------ | ----------------------- | ------------------------------------ | ------------------------------------ | --------------- | ------------------ | ------------------- | ------------------ | --------------- |
| 2000   | Tony Meola              | Kansas City Wizards                  | Kansas City Wizards                  | MLS             |                    |                     |                    |                 |
| 2001   | Troy Dayak              | San Jose Earthquakes                 | Bay Area Seals                       | A-League        |                    |                     |                    |                 |
| 2002   | Chris Klein             | Kansas City Wizards                  | Kansas City Wizards                  | MLS             |                    |                     |                    |                 |
| 2003   | Chris Armas             | Chicago Fire                         | Chicago Fire                         | MLS             |                    |                     |                    |                 |
| 2004   | Brian Ching             | San Jose Earthquakes                 | San Jose Earthquakes                 | MLS             |                    |                     |                    |                 |
| 2005   | Chris Klein             | Kansas City Wizards                  | Kansas City Wizards                  | MLS             |                    |                     |                    |                 |
| 2006   | Richard Mulrooney       | FC Dallas                            | Dallas Burn                          | MLS             |                    |                     |                    |                 |
| 2007   | Eddie Johnson           | Kansas City Wizards                  | Kansas City Wizards                  | MLS             |                    |                     |                    |                 |
| 2008   | Kenny Cooper            | FC Dallas                            | FC Dallas                            | MLS             |                    |                     |                    |                 |
| 2009   | Zach Thornton           | Chivas USA                           | New York RB/Chivas USA               | MLS             |                    |                     |                    |                 |
| 2010   | Bobby Convey            | San Jose Earthquakes                 | San Jose Earthquakes                 | MLS             | Chris Albright     | Brek Shea           |                    |                 |
| 2011   | David Beckham           | Los Angeles Galaxy                   | Los Angeles Galaxy                   | MLS             | Charlie Davies     | Dominic Oduro       |                    |                 |
| 2012   | Eddie Johnson           | Seattle Sounders FC                  | Preston North End                    | FL Championship | Chris Pontius      | Alan Gordon         | David Ferreira     | Steve Zakuani   |
| 2013   | Kevin Alston            | Revolution de la Nouvelle-Angleterre | Revolution de la Nouvelle-Angleterre | MLS             | Conor Casey        | Lamar Neagle        | Donovan Ricketts   |                 |
| 2014   | Rodney Wallace          | Timbers de Portland                  | Timbers de Portland                  | MLS             | Charlie Davies     | Stefan Frei         | Chris Pontius      |                 |
| 2015   | Tim Melia               | Sporting de Kansas City              | Chivas USA                           | MLS             | Diego Valeri       | Wil Trapp           |                    |                 |
| 2016   | Chris Pontius           | Union de Philadelphie                | D.C. United                          | MLS             | Frank Lampard      | Kevin Molino        |                    |                 |
| 2017   | Clint Dempsey           | Sounders FC de Seattle               | Sounders FC de Seattle               | MLS             | Federico Higuaín   | Erick Torres        | Yordy Reyna        | Drew Moor       |
| 2018   | Gyasi Zardes            | Columbus Crew                        | Columbus Crew                        | MLS             | Zlatan Ibrahimovic | Osvaldo Alonso      | Djordje Mihailovic | Jonathan Osorio |
| 2019   | Jordan Morris           | Sounders FC de Seattle               | Sounders FC de Seattle               | MLS             | Mark-Anthony Kaye  | Kacper Przybylko    | Chris Odoi-Atsem   | Pedro Santos    |
| 2020   | Bradley Wright-Phillips | Los Angeles FC                       | Red Bulls de New York                | MLS             | Kevin Molino       | Milton Valenzuela   | Florian Valot      | Brek Shea       |
| 2021   | Carles Gil              | Revolution de la Nouvelle-Angleterre | Revolution de la Nouvelle-Angleterre | MLS             | Javier Hernández   | Dániel Sallói       | Sebastián Blanco   | Josef Martínez  |
| 2022   | Gonzalo Higuaín         | Inter Miami                          | Inter Miami                          | MLS             | Jeremy Ebobisse    | Kei Kamara          |                    |                 |
| 2023   | Alan Pulido             | Sporting de Kansas City              | Sporting de Kansas City              | MLS             | Miles Robinson     | João Paulo          |                    |                 |
| 2024   | Lewis Morgan            | Red Bulls de New York                | Red Bulls de New York                | MLS             | Robin Lod          | Maximiliano Morález |                    |                 |

## Titres par nationalité
| Nationalité | Titres |
| ----------- | ------ |
| États-Unis  | 18     |
| Angleterre  | 2      |
| Argentine   | 1      |
| Costa Rica  | 1      |
| Écosse      | 1      |
| Espagne     | 1      |
| Mexique     | 1      |

## Titres par équipe
| Équipe                                      | Titres |
| ------------------------------------------- | ------ |
| Kansas City Wizards/Sporting de Kansas City | 6      |
| San Jose Earthquakes                        | 3      |
| Sounders FC de Seattle                      | 3      |
| FC Dallas                                   | 2      |
| Revolution de la Nouvelle-Angleterre        | 2      |
| Chicago Fire                                | 1      |
| Chivas USA                                  | 1      |
| Los Angeles Galaxy                          | 1      |
| Union de Philadelphie                       | 1      |
| Timbers de Portland                         | 1      |
| Columbus Crew SC                            | 1      |
| Los Angeles FC                              | 1      |
| Inter Miami                                 | 1      |
| Red Bulls de New York                       | 1      |